# Розмір геному
Розмір геному — кількість пар основ ДНК з розрахунку на гаплоїдний геном. Іноді (що невірно) поняття «розмір геному» використовується для позначення вагового змісту ДНК (у пікограммах на клітину) або загальної довжини хромосом, складаючих геном або каріотип (в цьому випадку правильніше застосовувати термін «загальна довжина геному»).
| Таксон                          | Розмір геному (середній по таксону, пар основ) |
|                                 |                                                |
| Мікоплазми                      | 1,62•106                                       |
| Бактерії                        | 2•106                                          |
| Гриби                           | 2•107                                          |
| Neurospora crassa               | 4,7•107                                        |
| Дріжджі                         | 1,4•107                                        |
| Нематода Caenorhabditis elegans | 1•108                                          |
| Комахи                          | 2,3•109                                        |
| Дрозофіла                       | 1,8•108                                        |
| Тутовий шовкопряд               | 5•108                                          |
| Молюски                         | 1,6•109                                        |
| Костисті риби                   | 1,4•109                                        |
| Хвостаті амфібії                | 3,6•1010                                       |
| Безхвості амфібії               | 2,7•109                                        |
| Рептилії                        | 1,5•109                                        |
| Птахи                           | 1,2•109                                        |
| Ссавці                          | 2,6•109                                        |
| Домова миша                     | 3•109                                          |
| Людина                          | 3•109                                          |
| Голонасінні                     | 1,6•1010                                       |
| Покритонасінні                  | 2,7•1010                                       |
| Кукурудза                       | 8•109                                          |
| Лілія Lilium longiflorum        | 1,8•1011                                       |